# Sententiae Receptae
Die Sententiae Receptae (ad filium) (auch Pauli Sententiae, unter Rechtshistorikern sind zudem die Bezeichnungen pseudopaulinische Sentenzen oder (Pseudo-)Paulussentenzen (sententiae = kommentierte Entscheidungen; pseudo = fehlgehende Zuordnung) , mit der Kurzzitierweise PS geläufig) sind ein um die Wende vom 3. zum 4. Jahrhundert im – wahrscheinlich nordafrikanischen – römischen Westen entstandenes, in Latein verfasstes, frühnachklassisches Werk der Rechtsliteratur. Der Zusatz „ad filium“ verweist darauf, dass die Sammlung ursprünglich zur Belehrung für den Sohn des klassischen Juristen Iulius Paulus gefertigt wurde.

## Bedeutung des Werks
Die von einem Anonymus verfasste Textzusammenstellung gilt als bedeutende Überlieferungsquelle des vorjustinianischen Rechts. Aus der Masse der insgesamt zur Verfügung stehenden klassischen Juristenliteratur hatten die Kompilatoren um Justinian im 6. Jahrhundert bestenfalls ein Zehntel im Corpus iuris verarbeitet. Die Rechtsforschung ist daher auf ergänzende Quellen angewiesen. Die Paulussentenzen liefern daher bis heute wertvolle Zusatzinformationen. Von allen verbliebenen Handschriften haben sie die weiteste Verbreitung gefunden und da von diesem Kompendium viel erhalten geblieben ist, verschafft es über die Inhalte hinaus einen guten Einblick in das ursprünglich gewählte redaktionelle Ordnungssystem (Digesten- bzw. Codexsystem) der klassischen Juristenliteratur. Das gewählte Codexsystem bot den Vorteil, dass die Disparität unterschiedlicher Rechtsmaterien zugelassen werden konnte, denn diese standen nicht mehr zusammenhangslos und ohne Verzahnung nebeneinander. Durch die Gegenüberstellung wurden die Rechtszusammenhänge verdeutlicht und vereinheitlicht. Bei entsprechender Rechtslage konnte gegebenenfalls ein (integrativer) Wechselbezug der Materien erstellt werden. Der Erfolg des Systems liegt zudem in seiner Flexibilität, besser auf rechtlich relevante Neuerungen reagieren zu können.
Die Schrift enthält – für seine Zeit untypisch – eine Vielzahl lehr- und regelhafter Florilegien. Aufgrund ihrer Qualität wurde sie deshalb immer wieder dem spätklassischen Juristen Iulius Paulus zugeschrieben, der in der severischen Zeit aktiv war. Aufgrund der letztlich unklaren Autorenschaft sind die Sentenzen mit dem Attribut „pseudopaulinisch“ belegt, gelten als pseudoepigraphisch. Zweifel an einer authentischen paulinischen Tradition des Kompendiums sind nicht erst in der neuzeitlichen Forschung aufgekommen, sie bestanden bereits zu Zeiten Kaiser Konstantins. Kaum anders ist erklärbar, dass Konstantin – ausweislich des Codex Theodosianus – in einem der Jahre 327 oder 328 eine Konstitution dazu erließ die anwies, dass die Schrift uneingedenk ihrer tatsächlichen Herkunft, über alle Zweifel erhaben und in künftigen Gerichtsverfahren zwingend zu beachten sei. Konstantin stützte seine Anordnungen auf den überzeugenden Abhandlungsstil der Sentenzen, den er für brillant erachtete.
Max Kaser zählt die Sentenzen nicht zur Interpolationsliteratur. Er erkennt darin vielmehr ein „neues“ Werk. Die Vertreter der klassischen Jurisprudenz behandelten die Rechtsmaterien in ihren Werken methodisch im Stil der Kasuistik, eine Vorgehensweise, die im Sinne von „problematisierend“ verstanden werden muss. Das betraf zahlreiche Literaturgattungen, wie die responsa, die quaestiones, epistulae und dispuationes im gleichen Sinne. Kaser ordnet die Sentenzen hingegen der reinen Kommentarliteratur zu, weil auf die Darstellung – auch fiktiver – Lebenssachverhalte als Ausgangspunkt für die rechtliche Diskussion und die daran anschließenden Schlussfolgerungen aus den gewonnenen Erkenntnissen gänzlich verzichtet würde.
Publiziert ist das Werk in fünf Büchern (libri). Paulus hatte spätestens mit dem Zitiergesetz der Kaiser Valentinian und Theodosius gesellschaftliche Bedeutung erlangt, denn als sogenannter Zitierjurist nahm er den Rang einer verbindlichen Rechtsautorität im gesamten Reich ein. Paulus’ Auffassungen waren stets zu beachten. Inhaltlich befassen sich die Sentenzen mit den Materien des Straf- und Zivilrechts. Der Arbeit werden besonders die prägnante Formulierungskunst und die systematische Themenübersicht zugutegehalten, sodass Assoziationen zu den traditionellen Gesetzesanordnungen der klassischen Zeit wach werden, aus der der Anachronismus letztlich resultiert.
Das Kompendium umfasst neben dem Privatrecht Verwaltungs- und (zunehmend härter sanktionierendes) Strafrecht. Eingeschlossen waren Materien mit besonderem regionalen Bezug, die weiterentwickelt wurden. Von Bedeutung ist das Werk auch in prozessrechtlicher Hinsicht, denn es werden ausführlich die Umstände beschrieben, die dazu führten, dass der Formularprozess (agere per formulam) zugunsten des Kognitionsverfahrens aufgegeben wurde. Aus dem durch die Prätoren geprägten zweigliedrigen Prozesstyp, der die späte Republik und das Prinzipat im Klagewesen repräsentierte, wurde ein durch den Kaiser und seine Beamten geführtes Verfahren. Dass und wie der Übergang der Gerichtsbarkeit an den Kaiser vonstattenging, wird eingehend beschrieben. Die für zuständig erklärten Beamten handelten nicht mehr nach ediktorischen Vorgaben, sondern nach Maßgabe von Verwaltungsverordnungen. Weil prozessual wohl effektiver, schwand der Einfluss des Verwaltungswesens der klassischen Jurisprudenz. Aus den Sentenzen erfährt die Nachwelt letztlich, dass das Kognitionsverfahren weit weniger förmlich und wesentlich moderner für den Erkenntnisgewinn im Prozess war, weshalb sich der neue Gerichtstyp schneller und räumlich weiter reichend etablierte, als es dem Formularprozess (beispielsweise in den Provinzen) zuvor gelang.

## Historische Einbettung
Die epiklassischen Sentenzen entstanden später als die diokletianischen Sammlungen von Kaiserkonstitutionen, die Kodizes Gregorianus und Hermogenianus. Mit der Einführung dieser beiden Kompilationen war die Rechtsliteratur dazu übergegangen, die klassischen Juristenwerke in wesentlich simplifizierter Form wiederzugeben. Geschuldet war das der deutlich abschwellenden Anspruchshaltung gegenüber den juristischen Ausbildungsstätten und der daran angelehnten Rechtspraxis. Mit vergleichbarem Ansinnen entstanden die regulae Ulpiani und die tituli ex corpore Ulpiani, Transformationen von Juristenschriften des nicht minder bedeutsamen Rechtsgelehrten Ulpian. Ähnlich wie die Epitome Gai sind die Sentenzen zwar durch die weströmische Gesetzgebung überliefert, doch müssen sie als Überarbeitung eines erst im frühen 5. Jahrhundert entstandenen Auszugs aus den Institutiones Iustiniani gelten.
Kaiser Konstantin kassierte 321 alle schriftsatzlichen Rechtskritiken (sogenannte notae) der Juristen Paulus und Ulpian, die im Zusammenhang mit den Gutachtensammlungen (responsa) des Juristen Papinians standen, um sieben Jahre später umgekehrt Echtheit einer Paulus untergeschobenen Schrift zu dekretieren. Aus diesem Grund ist nicht mit Gewissheit zu sagen, ob Recht, das beispielsweise in den Codex Theodosianus eingeflossen ist, klassisches Recht oder zeitgenössisches Recht der auch aus diesem Grund so genannten pseudo-paulinischen Sentenzen umfasst. Ausdrücklichen Bezug auf die pseudopaulinischen Sentenzen nimmt andererseits die Sammlung der Collatio, die auf eines der fünf Bücher, den liber singularis De poenis paganorum, Bezug nimmt.
Weitere Fundstellen des Werkes befinden sich in den nachgenannten Kodizes und Schriftensammlungen: lex Romana Visigothorum (Brevier des Alarich), fragmenta Vaticana, lex Romana Burgundionum und in den Digesten. Lange hielt man die paulinischen Sentenzen für einen Anhang der frühmittelalterlichen westgotischen lex Romana Visigothorum Frankreichs.

## Verbreitung des Werks
Die Sentenzen wurden bis zum 8. Jahrhundert in Gallien zwölfmal bezeugt. Den Nachweisen entsprechend erstmals unter Kaiser Konstantin 328 n. Chr. in Trier und ab Mitte des 5. Jahrhunderts. Im 9. und 10. Jahrhundert kamen Mitteilungen hinzu, die Breviar-Auszüge supplierten. Fünf weitere Nachweise lassen sich für den italischen Raum im 4. und 5. Jahrhundert eruieren, ebenso viele aus dem 4. und 5. Jahrhundert im Osten des Reichs.